# Качмар Володимира Орестівна
Володимира Орестівна Качмар (нар. 26 квітня 1960, Львів) — львівська архітекторка, автор книжки «Нариси історії нашого роду». Член Національної спілки архітекторів України.

### Біографія
Качмар Володимира Орестівна народилася 26 квітня 1960 року у Львові. У 1977 році закінчила львівську загальноосвітню школу № 53 з поглибленим вивченням англійської мови, до того, у 1974 році закінчила музичну школу № 3 по класу бандури. 1977 року вступила на архітектурний факультет Львівського політехнічного інституту, який закінчила у 1982 році.
У 1982—1994 та 1995—2006 роках працювала у проектному інституті «Львівагропроект» провідним архітектором, у 1994—1995 роках — у ЗАТ «НВП „Медінжсервіс“». З вересня 2006 року — керівник групи архітекторів в архітектурній майстерні «Арка-Моріс». У 2007 році закінчила курси підвищення кваліфікації за спеціальністю «Проектування та будівництво в районах з підвищеною сейсмічною активністю» в інституті післядипломної освіти Національного університету «Львівська Політехніка». Малювала зарисовки та писала статті до часописів «Вісник Любачівщини», «Наш край», «Український родовід», «Дзвін».

## Архітектурні проекти
Володимира Качмар є автором багатьох проєктів громадських та житлових споруд у Львівській, Волинській, Житомирській, Івано-Франківській та Чернівецькій областях. Деякі з них:
- Церква в селі Вузлове (Радехівська міська громада Шептицький район Львівська область);
- школи у селі Домажир Яворівського району, селах Бережниця та Черниця Стрийського району Львівської області;
- спальний корпус школи-інтернату в селищі Лопатин Шептицького району Львівської області;
- центри зайнятості в містах Сокалі та Самборі;
- гуртожиток Львівського інституту банківської справи на вулиці Жовківській, 53 у Львові;
- Семидесятиквартирний житловий будинок на вулиці Караджича у Львові;
- проєктні пропозиції церкви святої Магдалини у Житомирі.

## Цитати
«Я не сказала б, що відчуваю до Росії якусь ненависть, але вони ніколи не бачили нас як окрему націю. Вони вкрали нашу історію і зараз намагаються вкрасти її знову.»
«Єдине, що їм було потрібно — це країна, яку вони могли б назвати своєю.»
«Я була однією з тих, хто не приділяв забагато уваги історії в школі — це була лише одна з форм ідеологічного впливу. Але коли я почала досліджувати історію своєї сім'ї, я з'ясувала, що це насправді цікаво.»